# HLN

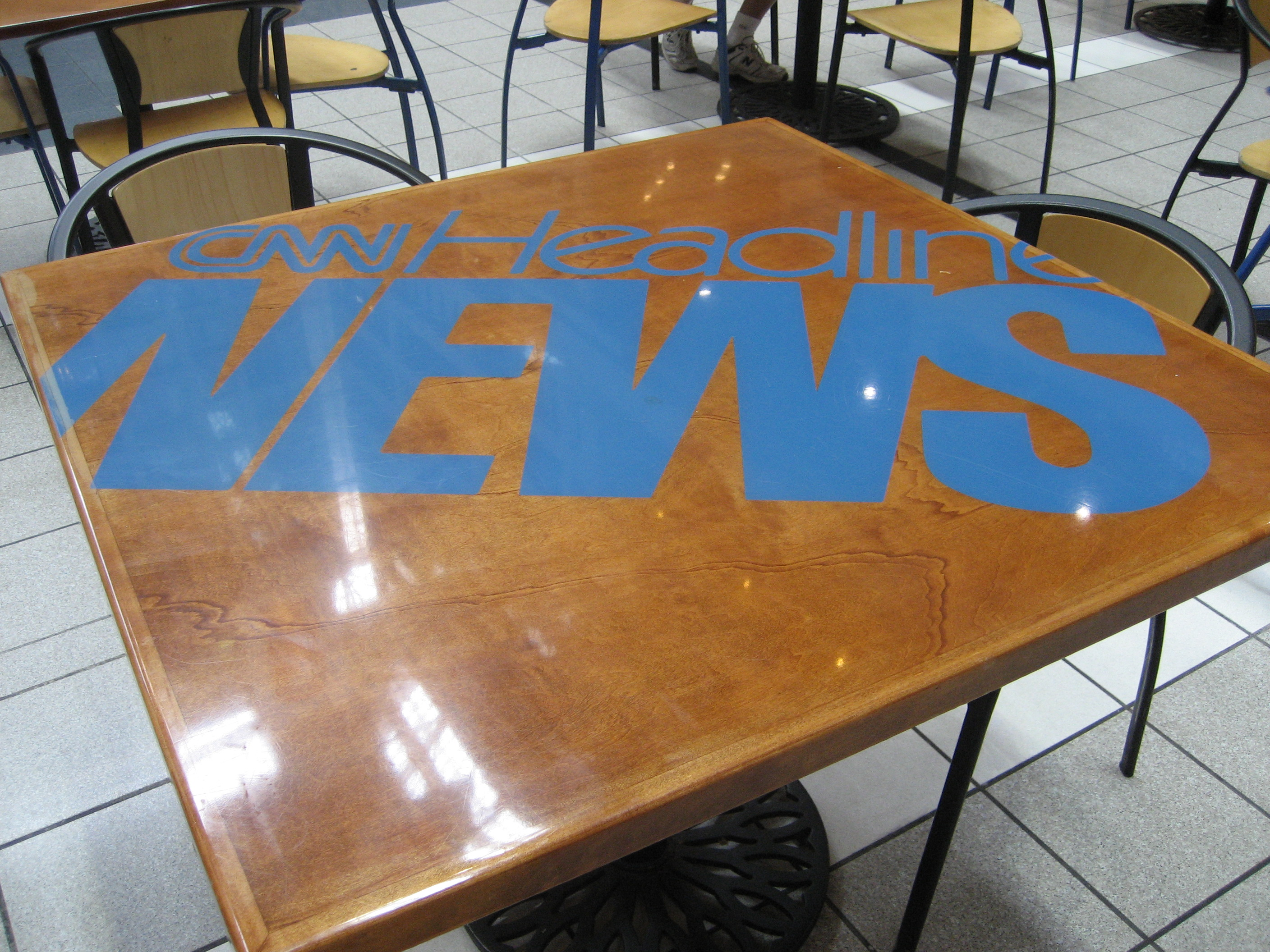
Logo de 1990 en una mesa en el patio de comidas del CNN Center

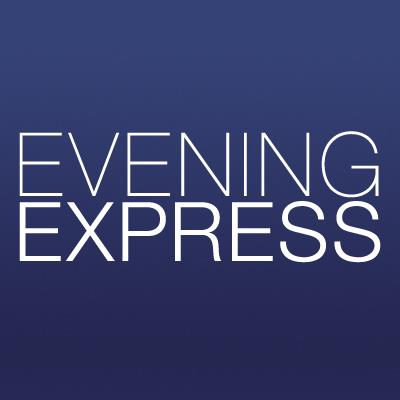
Logo de programa del canal

HLN es un canal de televisión por suscripción con sede en Estados Unidos. Pertenece a la cadena CNN y es propiedad de Warner Bros. Discovery. 
La red de noticias se inició primero como CNN2 el día 1° de enero de 1982. Luego cambió su nombre a  CNN Headline News. El uso de CNN en el título del canal ha sido intermitente a lo largo de su historia. Este canal tiene la sede principal en el CNN Center de Atlanta.

## Historia

### Lanzamiento
Inicialmente comenzó como CNN2 el 1 de enero de 1982. El canal cambió su nombre un año más tarde a CNN Headline News. La inclusión de la "CNN" en el nombre de marca se produjo de forma intermitente durante su historia hasta mediados de la década de 2000, cuando fue rebautizado simplemente como HLN. 
En Latinoamérica, comenzó como CNN Headline News el 1 de marzo de 2008, siendo renombrado en 2009 como HLN.
Originalmente, la programación de canal estaba centrada en torno a la idea de que un espectador pidiera sintonizar HLN a cualquier hora del día o de la noche, y en solo 30 minutos recibir información actualizada sobre las principales noticias nacionales e internacionales. Este formato Headline News Wheel incluía información económica y financiera entre 15 y 45 minutos después de cada hora, titulares de deportes entre los 20 y 50 minutos después de la hora, informes de estilo de vida a 25 y 55 minutos después de la hora y, noticias generales durante la hora en punto y media. El segmento de estilo de vida fue diseñado para permitir a los sistemas de cable locales la opción de adelantarse con un titular local "cápsula" por parte de un canal asociado regional de noticias por cable, o un canal de televisión local. Otra característica regular, el Hollywood Minute, fue sumado con frecuencia después del segmento deportivo. En los primeros años de la cadena, un resumen de dos minutos de las principales noticias del hora, los titulares de CNN, se emitía tras el segmento deportivo.
Su más veterano presentador de noticias fue Chuck Roberts, quien se retiró el 30 de julio de 2010, después de una carrera de 28 años en la cadena.
Jon Petrovich fue contratado en mediados de 1980 por Ted Turner para dirigir Headline News. En 1990, Headline News desarrolló una edición local, de seis minutos de duración, cuyo contenido era producido por una emisora de radio local, transmitiéndose al final de cada media hora de bloque.

### Bulo de George Bush padre
El 8 de enero de 1992, Headline News fue "casi" víctima de un engaño. Cuando el presidente estadounidense George Bush (padre) se desmayó en una cena de Estado en Tokio, una persona llamó a la cadena afirmando ser el médico del presidente, y dijo que Bush había muerto. A las 9:45 a. m., el presentador Don Harrison estaba preparado para contar la historia, diciendo: Esto acaba de llegar a CNN Headline News, y decimos de buenas a primeras, que no lo han confirmado a través de otras fuentes... El productor ejecutivo Roger Bahre, fuera de cámara, gritó ¡No, para! Después de mirar fuera momentáneamente, Harrison continuó: Ahora estamos consiguiendo una corrección, no vamos a dar esta historia. Fue en relación con algunas noticias bastante trágicas que implican al presidente Bush, pero con la actualización de esta historia, el presidente Bush informa que está descansando cómodamente. Resultó que un hombre de Idaho, James Edward Smith, llamó a CNN haciéndose pasar por médico del presidente. Un empleado de CNN introdujo la información en un ordenador central utilizado por CNN y CNN Headline News, y casi salió al aire antes de que pudiera ser verificado. Smith fue cuestionado posteriormente por el Servicio Secreto y hospitalizado en un centro médico privado.

### Efecto Jukebox
A finales de 1990, Headline News fue pionero en el uso del formato de video digital "jukebox" reciclando los segmentos de un noticiero. La nueva tecnología redjujo el número de empleados necesarios al permitir que los segmentos de noticias fuesen re-utilizados a lo largo de todo e día (antes, los presentadores leían las mismas historias repetidas veces, hora tras hora). Esto provocó despidos de parte de su personal, incluyendo por ejemplo presentadores como Lyn Vaughn, David Goodnow y Bob Ierre, los cuales habían estado con Headline News desde hacía más de 10 años.

### Una nueva mirada
Antes de los atentados del 11 de septiembre, el canal alcanzó la fama por su distintiva "pantalla" renovada en agosto de 2001, en la que el presentador de noticias aparecía en una especie de "ventana" visual constantemente rodeado por texto cambiante, el cual incluía: noticias, resultados deportivos, informes bursátiles, y actualizaciones meteorológicas.

### Cambios de formato
Debido a la creciente competencia de FOX News Channel y MSNBC, en 2003 Time Warner remodeló CNN Headline News con un formato más flexible, ofreciendo reportajes en directo y presentaciones de dos coanfitriones en la cobertura de noticias.
En 2005, el canal reduce sustancialmente la cantidad de información en la pantalla. El nuevo aspecto consistió en una barra amarilla, que agregaba los resultados deportivos y cotizaciones de acciones básicas a los titulares de las noticias. El canal también comenzó un alejamiento de su cobertura de noticias a lo largo del horario estelar.
Los nuevos programas de la cadena incluyeron a: Showbiz Tonight con A. J. Hammer y Karyn Bryant (noticias de celebridades), un programa de debate presentado por Nancy Grace, y un programa de noticias nacionales titulado Prime News Tonight, presentado por Mike Galanos. Este movimiento tuvo la consecuencia no deseada de eliminar la principal diferencia entre CNN Headline News y CNN (en el horario estelar), ya que la CNN siempre había transmitido una serie de noticias relacionadas con los programas (por ejemplo, documentales, y personalidades basados en shows como Larry King Live).
Los cambios de programación también se han llevado a cabo con la introducción de News To Me, un programa que ofrece solo contenidos generados por usuarios, en el mes mayo, una emisión diaria de la noche anterior de Larry King Live, en el mes de junio, y un cambio hacia la cobertura del canal de noticias a cargo de un solo presentador, que se alej´p del formato tradicional de dobles conductores del canal desde 2003. El Larry King Live fue sustituido por una nueva repetición de Showbiz Tonight de la emisión de la noche anterior (que a su vez fue eliminado por una extensión de Morning Express).

Logotipo de HLN utilizado desde 2008 hasta 2015, en Estados Unidos, en Latinoamérica sigue su emisión comenzó en 2009.

El 15 de diciembre de 2008, en conjunción con los cambios propios de gráficos de CNN, que se asemejan a los gráficos de su canal hermano CNN Internacional, Headline News reemplazó su news ticker con una "flipper", que cuenta con una RSS de los titulares actuales del sitio web CNN.com. El mismo día, el logotipo de HLN actual fue introducido inicialmente junto con el nombre completo del canal. Dos días más tarde, el nombre Headline News. También se sumó un nuevo eslogan, News and View.

### Década de 2010
El 28 de marzo de 2011, HLN cambió su principal señal SD 16:9 a un formato de 4:3. Ambas HLN de definición estándar y de alta definición ahora llevan el mismo formato de pantalla (16:9), sin embargo, al emitir imágenes de video en definición estándar se han dejado barras negras en los lados derecho e izquierdo de la pantalla, así como en la parte superior e inferior de la pantalla.
Durante la primavera boreal de 2011, HLN dedicó una cantidad significativa de la jornada de difusión a la muerte y juicio de Caylee Anthony, incluyendo el horario estelar. La cobertura llevó a la duplicación de la audiencia regular durante las horas del día y casi el triple en el horario estelar. El vicepresidente ejecutivo del canal llamó al juicio "un acuerdo gigantesco" para la cadena. HLN también dedicó una cantidad significativa de tiempo al juicio del Dr. Conrad Murray durante el otoño boreal de 2011.
El 18 de julio de 2011, la cobertura de noticias en vivo desde Headline News comenzó a estar disponible en los dispositivos móviles para los suscriptores de determinados servicios de televisión paga.
El 4 de noviembre de 2011, HLN lanzó su propio sitio web: hlntv.com. La red principal continuará sirviendo como editor de la página web, pero HLN tendrá el control editorial completo de lo que hay en el sitio.
HLN adquirió los derechos de transmisión por televisión de la 39° Entrega de los Emmy Awards, el 23 de junio de 2012. Siendo la primera vez que la entrega de los premios ha sido transmitida por cable. Con 912.000 espectadores (sin contar las cuatro emisiones repetidas, que reunió a un total de dos millones), la emisión fue "la más vista de la programación regular, que no fuera una transmisión de noticias" de la historia del canal.

## Transmisión y recepción

Logo utilizado del 13 de enero de 2015 al 8 de mayo de 2017.

Debido a la tradición del canal de rodar la cobertura de noticias, HLN se ha convertido en popular entre las personas que no tienen tiempo para ver extensos informes de noticias, además de lugares donde existe una gran demanda de "ir al grano" en las noticias, como aeropuertos, bares, y muchos otros lugares.
El audio del canal ha sido también transmitido en simulcast en estaciones de radio de todo Estados Unidos a través de Westwood One. Todas las operaciones de radio de CNN (incluida la transmisión simultánea de HLN) se suspendieron el 1 de abril de 2012 como parte de la disolución de Westwood One en Dial Global.
La señal de audio se realiza también en XM Satellite Radio (canal 123), y Sirius Satellite Radio (canal 116). Hasta la década de 1990, gran parte de la producción Headline News se emitía en simultáneo con CNN Internacional.

### Señal internacional

Logotipo utilizado desde el 8 de mayo de 2017 hasta el 27 de junio de 2023.

A mediados de la década de 2000, el canal ha sido puesto a disposición de algunos espectadores fuera de los Estados Unidos, en particular en América Latina y Asia. Aunque la programación de la versión internacional es exactamente lo mismo que en los Estados Unidos, el pronóstico del tiempo para las ciudades de América Latina y Asia se utilizan como material de relleno en lugar de comerciales.
Actualmente esos espacios fueron eliminados y en su lugar, se transmiten cápsulas de CNN Travel, con lugares de América Latina.
Desde 2023, HLN transmite también cápsulas de CNN Travel 60-Seconds Vacation de Atlanta y Asia como relleno en vez de comerciales.

## Programación
- Morning Express with Robin Meade
- MichaeLA
- On the Story with Erica Hill

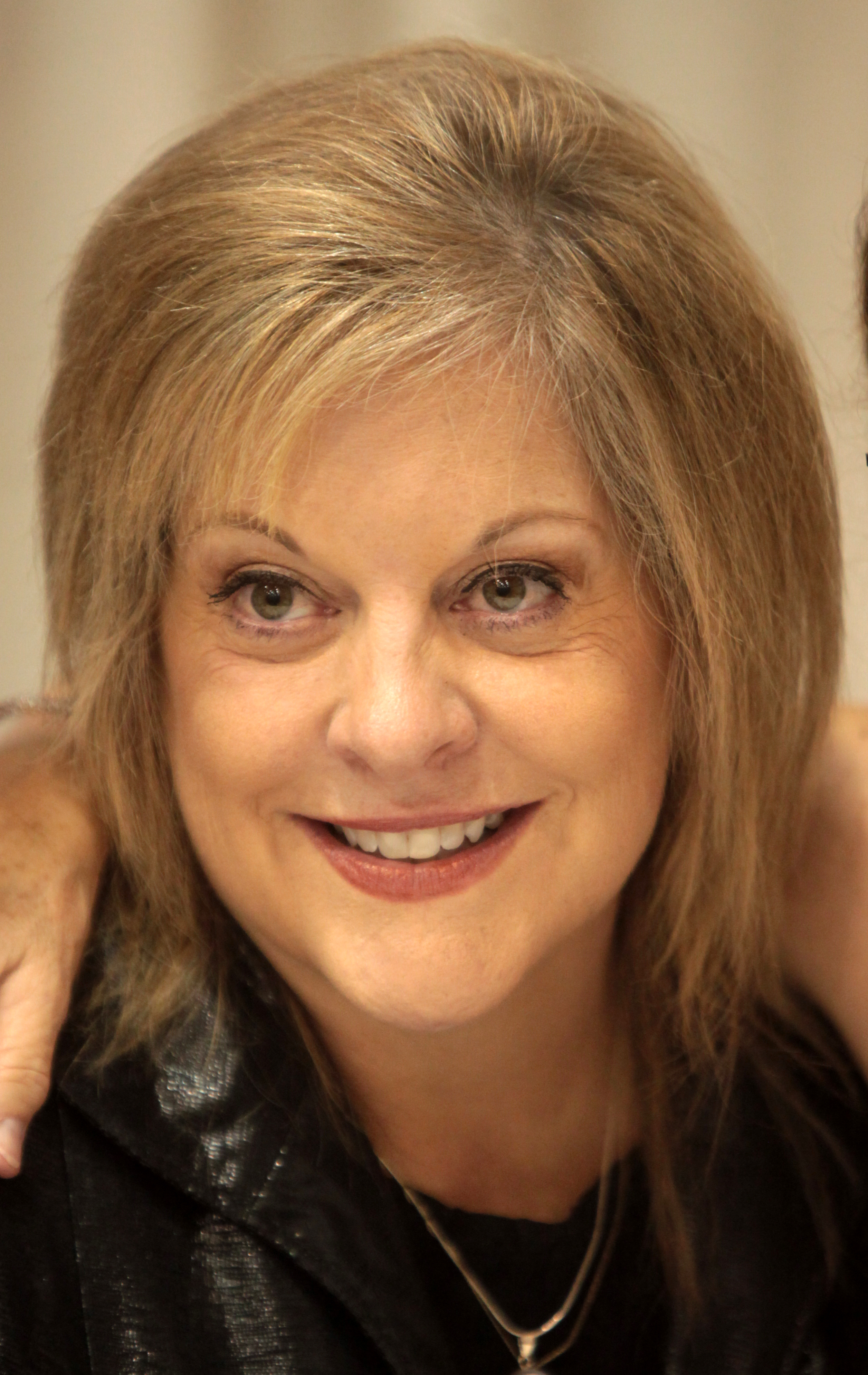
Nancy Grace, presentadora del canal desde 2005.

- Primetime Justice con Ashleigh Banfield
- Weekend Express con Lynn Smith
- Forensic Files
- Nancy Grace (programa de análisis)[14]